# Sender Golm
Der Sender Golm war eine Sendeanlage für Mittelwellenrundfunk in Golm bei Potsdam.
Der Sender ging 1948 als zentraler Sender für das damalige Land Brandenburg in Betrieb. Als Sendeturm wurde ein 100 Meter hoher freistehender Holzturm verwendet, welcher ein horizontales Holzkreuz auf der Spitze trug. Zwischen den Spitzen der Ausleger der Kreuzarme waren Drähte gespannt, in deren Mitte jeweils der Antennendraht an der Außenseite des Turms entlang zum Abstimmhaus unter den Turmfüßen führte. Die Antenne war somit eine Parallelschaltung von vier T-Antennen.
Der verwendete Holzturm war keine Neukonstruktion. Er wurde 1936 in der „Funksendestelle Rehmate“ in Zehlendorf (Oranienburg)/Rehmate als Sendeturm für Kurzwelle errichtet und war das einzige größere Antennenbauwerk, welches nach dem Ende des Zweiten Weltkriegs von den sowjetischen Streitkräften nicht als Reparationsleistung abgebaut wurde.
Nach der Sprengung des Holzsendeturms in Wiederau war dieser Turm das höchste Holzbauwerk in der DDR. Am 25. Oktober 1979 wurde der Turm wegen Baufälligkeit gesprengt. Als Ersatz wurden zwei 51 Meter hohe Stahlfachwerkmasten errichtet, von denen einer als Betriebs- und der andere als Reserveantenne diente und von der Deutschen Post betrieben wurde. Am 20. August 1992 wurde der Sendebetrieb eingestellt und die Sendemasten 1993/1994 abgebrochen. An der Stelle des Senders befindet sich heute Grünland, wobei noch Fundamentreste eines Mastes vorhanden sind.